# Poeciliopsis occidentalis
Poeciliopsis occidentalis är en art bland de levandefödande tandkarparna som lever i delstaterna Arizona och New Mexico i USA, bland annat i Gilafloden, samt i västra Mexiko. Som störst kan exemplaren bli upp till 6 cm långa, men vanligtvis blir de inte större än 3,5 cm. De livnär sig på växtdelar, kräftdjur, insekter, insektslarver och detritus.

## Habitat
Poeciliopsis occidentalis återfinns vanligtvis på grunt, varmt vatten i naturliga dammar, lugna bäckar och i andra små till medelstora vattendrag, gärna där det finns rikligt med vattenväxter.